# Caroline Ladagnous
Pour les articles homonymes, voir Ladagnous.

a Compétitions nationales et continentales officielles uniquement.

b Matchs officiels uniquement.
Dernière mise à jour le 9 août 2017.
Caroline Ladagnous, née le 22 septembre 1988 à Pau, est une joueuse internationale française de rugby à XV, occupant le poste d'arrière en club avec AC Bobigny 93 rugby et en équipe de France féminine de rugby à XV.
Son frère, Matthieu, est coureur cycliste professionnel de 2006 à 2023.

## Carrière
Elle commence le rugby à l'âge de 18 ans, après avoir pratiqué l'athlétisme.
Entre 2006 et 2014, Caroline évolue au RC Lons, dans la banlieue de Pau, elle y connaît des sélections de jeunes en rugby à sept. Au cours de cette période, elle est en contrat avec la Marine nationale française.
Elle honore sa première cape internationale en équipe de France le 3 février 2008 contre l'Écosse lors du Tournoi des Six Nations 2008. Elle dispute la Coupe du monde féminine de rugby à XV en 2010, puis en 2014.
Depuis la saison 2014-15, Caroline Ladagnous joue au AC Bobigny 93 rugby.
En 2016, elle participe aux Jeux Olympiques de Rio avec l'équipe de France de rugby à sept.
Arrière de formation, elle joue toujours à ce poste en club. En équipe de France, on la positionne à l’aile ou à l’arrière. En 2016, les entraîneurs de l'équipe de France, Jean-Michel Gonzalez et Philippe Laurent, la convient à la tournée de novembre et lui proposent d’évoluer au poste de deuxième centre. Durant la saison 2016-2017, elle évolue aussi principalement au centre avec Bobigny. En 2017, Samuel Cherouk et Olivier Lièvremont, les nouveaux entraîneurs des Bleues, la confirment à cette place en la titularisant pour les cinq matchs du Tournoi des Six Nations 2017 associée à Élodie Poublan.
En 2017, elle est retenue dans le groupe pour disputer la Coupe du monde féminine de rugby à XV 2017 en Irlande. Elle dispute quatre des cinq matchs de la France dans la compétition, et termine meilleure marqueuse d'essais de l'équipe, avec cinq réalisations, et meilleure réalisatrice à égalité avec Montserrat Amédée, avec 25 points inscrits.
Le 9 décembre 2017, elle est élue au comité directeur de la Ligue régionale Nouvelle-Aquitaine de rugby au sein de liste menée par Michel Macary et soutenue par le président de la fédération française de rugby Bernard Laporte. Elle n'est pas candidate à un nouveau mandat en 2020.

## Palmarès
- 13 sélections en équipe de France féminine de rugby à XV au 16 octobre 2009
- Tournoi des Six Nations en 2008, 2009 et 2010
- Coupe du Monde de rugby à XV : 3e en 2014
- Sélections en rugby à sept